# Woodvale (del av en befolkad plats)
Woodvale är en del av en befolkad plats i Australien. Den ligger i kommunen Joondalup och delstaten Western Australia, omkring 19 kilometer norr om delstatshuvudstaden Perth. Antalet invånare är 9 202.
Runt Woodvale är det mycket tätbefolkat, med 1 463 invånare per kvadratkilometer.. Närmaste större samhälle är Perth, omkring 19 kilometer söder om Woodvale. 
Runt Woodvale är det i huvudsak tätbebyggt. Genomsnittlig årsnederbörd är 820 millimeter. Den regnigaste månaden är juli, med i genomsnitt 142 mm nederbörd, och den torraste är januari, med 11 mm nederbörd.